# Monumentul funerar al poetului Iurie Barjanschi (Orhei)
Monumentul funerar al poetului Iurie Barjanschi este un monument amplasat în Orhei, Republica Moldova. Este un monument istoric de importanță națională inclus în Registrul monumentelor Republicii Moldova ocrotite de stat cu nr. 992 (raionul Orhei).